# 兒玉久子
- 児玉 久子
- 兒玉 久子

兒玉 久子（こだま ひさこ、天保13年（1842年） - 昭和12年（1937年）1月19日）は、幕末から昭和にかけての人物。父は長州藩の支藩・徳山藩の中級武士（100石）である児玉半九郎。夫は徳山七士の一人である児玉次郎彦。弟に明治時代の軍人・児玉源太郎、妹に児玉信子がいる。

## 生涯
天保13年（1842年）、徳山藩士・児玉半九郎の長女として周防国都濃郡徳山の横本町で生まれる。
安政3年（1856年）10月19日に父・半九郎が死去。久子の弟で児玉家嫡男の源太郎はまだ5歳と幼かったため、母・元子は半九郎の友人の漢学者であった島田蕃根と相談し、同じく徳山藩士である浅見栄三郎の次男で、弘化2年（1845年）に半九郎の養子となっていた次郎彦を久子と娶せ、次郎彦が婿養子として児玉家の家督を相続することとなった。
しかし、元治元年（1864年）8月12日に夫・次郎彦が佐幕派によって暗殺され、児玉家は家禄と宅地を没収され家名は断絶となった。児玉家には久子、母・元子、妹の信子、弟の源太郎、そして次郎彦と久子の間の子・文太郎が残され、遠縁を頼って雨露をしのぎ、母や妹と共に裁縫や機織り等の賃仕事を始めたが、生活は困窮した。しかし、母・元子は家名を辱めないように努めつつ、久子や源太郎らの教育を怠らず、事あるごとに『曽我物語』を読み聞かせた。やがて藩論が倒幕派に傾き、家名断絶の翌年の慶応元年（1865年）6月29日に藩主・毛利元蕃から児玉次郎彦に対する赦免状が交付された。これに対し、児玉家の親類一同は7月3日に源太郎の家督相続を願い出て許可され、源太郎は中小姓に取り立てられて25石の禄を与えられた。これにより児玉家の家名は再興された。また、さらにその3ヶ月後には元々の馬廻り役に任じられ、禄も100石へ戻されている。
その後、久子は子弟の教育と仏道に帰依して報謝の生活を送り、昭和3年（1928年）6月22日には八十六節婦として緑綬褒章を受章。これを記念して「兒玉久子褒章記念碑」が周南市の児玉神社内に建てられた。
昭和12年（1937年）1月19日に死去。享年95。墓所は山口県周南市の興元寺の墓地である通称・隠居山墓地の一角の児玉家墓所にある。